# Deliciola charis
Deliciola charis är en snäckart som beskrevs av Tom Iredale 1944. Deliciola charis ingår i släktet Deliciola och familjen Helicarionidae. Inga underarter finns listade i Catalogue of Life.